# Leptotrochila trifolii-arvensis
Leptotrochila trifolii-arvensis är en svampart som tillhör divisionen sporsäcksvampar, och som först beskrevs av John Axel Nannfeldt, och fick sitt nu gällande namn av Hannes Schüepp. Leptotrochila trifolii-arvensis ingår i släktet Leptotrochila, och familjen Dermateaceae. Arten är reproducerande i Sverige.